# Bala (rivière)
Pour les articles homonymes, voir Bala.
Le Bala ou rivière de Bala est une rivière française du département Corse-du-Sud de la région Corse et un affluent gauche du Stabiacciu.

## Géographie
D'une longueur de 13,3 kilomètres, le Bala prend sa source sur la commune de Porto-Vecchio, près du village de L'Ospedale, à 300 mètres à l'ouest du Punta di Giuncu (1 058 m), à l'altitude 960 mètres. En partie haute, il s'appelle aussi ruisseau de Lataricciu, puis ruisseau de Missaju.
Il coule globalement du nord-nord-ouest vers le sud-sud-est.
Il conflue sur la commune de Porto-Vecchio, près du lieu-dit Tivulaju, à l'altitude 7 mètres.
Les cours d'eau voisins sont le Stabiacciu puis le Francolu au sud et au nord l'Osu

### Communes et cantons traversés
Dans le seul département de la Corse-du-Sud, le Bala traverse une seule commune et un seul canton :
- dans le sens amont vers aval : (source et confluence) Porto-Vecchio.

Soit en termes de cantons, le Bala prend source et conflue dans le même canton de Porto-Vecchio, dans l'arrondissement de Sartène.

### Bassin versant
La rivière de Bala traverse une seule zone hydrographique « Le Stabiacciu » de 173 km2. Ce bassin est constitué à 78,22 % de « forêts et milieux semi-naturels », à 19,0 % de « territoires agricoles », à 2.25 % de « territoires artificialisés », à 0,56 % de « zones humides ».

### Organisme gestionnaire
L'organisme gestionnaire est le Comité de bassin de Corse, depuis la loi corse du 22 janvier 2002.

## Affluents
Le Bala a trois affluents référencés :
- le ruisseau de Scaparone (rd[note 1]) 1,5 km, sur la seule commune de Porto-Vecchio.
- le ruisseau Scopa Piana ou ruisseau de Furcone ou ruisseau d'Artoli (rd) 10,2 km, sur la seule commune de Porto-Vecchio avec trois affluents[4] :
  - le ruisseau de Fiuritu (rd) 1 km, sur la seule commune de Porto-Vecchio.
  - le ruisseau de Gavinu (rg) 1,8 km, sur la seule commune de Porto-Vecchio.
  - le ruisseau de Licetu (rd) 1,1 km, sur la seule commune de Porto-Vecchio.

Le ruisseau d'Artoli prend source près du lieu-dit Tavogna, à près de 1 090 m, à moins d'un kilomètre au nord-est de la Punta di a Vaca Morta (1 314 m) et près des col de Mela (1 068 m) et des ruines Cheralba.
- le ruisseau de Petrosu, ou ruisseau de Spinu (rd) 11,3 km, sur la seule commune de Porto-Vecchio avec un affluent[5] :
  - le ruisseau de Fraura (rg) 3,7 km, sur la seule commune de Porto-Vecchio.

### Rang de Strahler
Le rang de Strahler s'établit à trois.

## Hydrologie

### Climat
Porto-Vecchio bénéficie d'un climat méditerranéen avec été chaud, classé Csa selon la classification de Köppen. Les précipitations, modérées sur l'ensemble de l'année, sont concentrées en automne alors que les étés sont plutôt secs. Les températures minimales sont particulièrement élevées, aussi bien en hiver qu'en été, en raison de la proximité de la mer.
Le tableau ci-dessous indique les températures et les précipitations pour la période 1981-2010. La station Météo-France de la Chiappa est celle relevant la température moyenne annuelle la plus élevée en France métropolitaine avec 17,2 °C sur la période 1981-2010.
| Mois                                             | jan.            | fév.            | mars            | avril           | mai             | juin            | jui.            | août          | sep.            | oct.            | nov.            | déc.          | année           |
| ------------------------------------------------ | --------------- | --------------- | --------------- | --------------- | --------------- | --------------- | --------------- | ------------- | --------------- | --------------- | --------------- | ------------- | --------------- |
| Température minimale moyenne (°C)                | 7,6             | 7,3             | 8,8             | 10,7            | 14,2            | 17,8            | 20,7            | 21,2          | 18,6            | 15,5            | 11,6            | 8,8           | 13,6            |
| Température moyenne (°C)                         | 10,6            | 10,5            | 12,2            | 14,3            | 18,1            | 22              | 25,2            | 25,6          | 22,4            | 18,8            | 14,6            | 11,7          | 17,2            |
| Température maximale moyenne (°C)                | 13,6            | 13,8            | 15,7            | 17,9            | 22              | 26,3            | 29,7            | 30            | 26,3            | 22,1            | 17,5            | 14,5          | 20,8            |
| Record de froid (°C) date du record              | −2 17/01/2017   | −2,9 10/02/1986 | −0,2 06/03/1993 | 3,3 07/04/1979  | 1,1 09/05/1940  | 9,6 03/06/1935  | 12,2 17/07/1938 | 12 26/08/1939 | 10,8 03/09/1934 | 5,4 31/10/1974  | 1,2 16/11/1939  | 0 17/12/2010  | −2,9 10/02/1986 |
| Record de chaleur (°C) date du record            | 23,4 08/01/1937 | 25,8 09/02/1937 | 27 22/03/2001   | 27,6 20/04/1992 | 31,4 29/05/2006 | 38,4 29/06/1935 | 41 11/07/1968   | 39 09/08/2015 | 36 17/09/2015   | 31,5 03/10/2003 | 26,2 10/11/1985 | 25 27/12/1936 | 41 11/07/1968   |
| Précipitations (mm)                              | 56,3            | 51,2            | 51,9            | 64,8            | 39,4            | 5,9             | 16,1            | 43,1          | 85,7            | 78              | 74,6            | 82,7          | 580             |
| dont nombre de jours avec précipitations ≥ 1 mm  | 6,7             | 6,5             | 6,1             | 7,3             | 5,1             | 2,7             | 0,9             | 1,9           | 4,7             | 7               | 8,2             | 8,8           | 66              |
| dont nombre de jours avec précipitations ≥ 5 mm  | 3,4             | 3               | 3               | 3,5             | 2,3             | 1               | 0,3             | 0,8           | 2,4             | 4,3             | 4,3             | 4,6           | 32,9            |
| dont nombre de jours avec précipitations ≥ 10 mm | 1,8             | 1,4             | 1,7             | 1,9             | 1,3             | 0,5             | 0,2             | 0,3           | 1,2             | 2,4             | 2,2             | 2,5           | 17,4            |

| Diagramme climatique                                  |             |             |              |            |             |              |            |              |            |              |             |
| J                                                     | F           | M           | A            | M          | J           | J            | A          | S            | O          | N            | D           |
| 13,67,656,3                                           | 13,87,351,2 | 15,78,851,9 | 17,910,764,8 | 2214,239,4 | 26,317,85,9 | 29,720,716,1 | 3021,243,1 | 26,318,685,7 | 22,115,578 | 17,511,674,6 | 14,58,882,7 |
| Moyennes : • Temp. maxi et mini °C • Précipitation mm |             |             |              |            |             |              |            |              |            |              |             |

## Aménagements et écologie
Près du lieu-dit Macchia Soprana, plusieurs mares existent, à côté d'une ancienne mine et d'une sablière.
À l'est du village de Ferruccio, des cascades attirent les touristes.